# Muuga (Viimsi)
Pour les articles homonymes, voir Muuga.
Muuga est un village de la commune de Viimsi du comté de Harju en Estonie.
Au 31 décembre 2011, il compte 581 habitants.